# Städtisches Gymnasium Straelen
Das Städtische Gymnasium Straelen (kurz SGS) ist das einzige Gymnasium in der nordrhein-westfälischen Stadt Straelen im Kreis Kleve.

## Die Schule
Das Städtische Gymnasium Straelen ist drei- bis vierzügig und umfasst die Sekundarstufen I und II. Im Schuljahr 2017/18 besuchen ca. 750 (Stand 2017) Schülerinnen und Schüler in 18 Klassen die Schule und werden dabei von 52 (Stand 2019) Lehrern unterrichtet.
Die Schule wird unterstützt durch den Förderverein Freunde und Förderer des Städtischen Gymnasiums Straelen e.V. und unterhält eine Schülergenossenschaft. Darüber hinaus ist man von der Landesanstalt für Medien Nordrhein-Westfalen (LfM) als Medienscouts-NRW-Schule zertifiziert und Mitglied im GuPiS, dem Arbeitskreis Gesundheitserziehung und Präventionsarbeit in der Schule des Kreises Kleve.
Das Städtische Gymnasium Straelen ist Sitz einer Außenstelle des zdi-Zentrum Kreis Kleve cleverMINT der Gemeinschaftsinitiative Zukunft durch Innovation des Landes Nordrhein-Westfalen und bildet zusammen mit der Sekundarschule Straelen/Wachtendonk und der Katharinengrundschule das Schuldorf Straelen.
Für das Schuljahr 2023/2024 ist die Schule als Bündelungsgymnasium ausgewiesen.

## Geschichte
Bis 1995 fand in Straelen Gymnasialunterricht in den Gebäuden der St.-Anno-Hauptschule, welche später in die Sekundarschule Straelen/Wachtendonk überging, statt. 1992 wurde das Städtische Gymnasium Straelen gegründet und zog für das Schuljahr 1995/96 in ein neuerbautes Schulgebäude innerhalb des Schuldorfs an der Fontanestraße um. In diesem Schulgebäude findet mittlerweile auch Unterricht der benachbarten Sekundarschule statt.

## Projekte (Auswahl)
Seit 2014 produzieren die Schüler mit ihrer Schülergenossenschaft Honeybees eSG Bienenhonig sowie Insektenhotels in Kooperation mit der Landgard e.G. und dem Genossenschaftsverband Rheinland Westfalen.
Seit 2014 besteht das Projekt BYOD – MedienScouts in Kooperation mit der Sekundarschule Straelen-Wachtendonk sowie durch eine Arbeitsgruppe der Universität Duisburg-Essen wissenschaftlich begleitet und durch Mittel aus dem Förderprogramm von klein auf der Gelsenwasser AG Finanziert. Ziel ist es, die Nutzung privater Schülergeräte (Bring Your Own Device) wie Handy, Smartphone oder Tablet sinnvoll in den Unterricht einzubinden.
Im Jahr 2017 veröffentlichten die Schüler des Religionskurses eine Informationsbroschüre zu den Stolpersteinen in Straelen. Gefördert wurde das Projekt vom Historischen Vereins für Geldern und Umgegend.
Jährlich werden im Städtischem Gymnasium einige Arbeitsgemeinschaften, beispielsweise die Rechtskunde AG (9. Klasse) und der Erste Hilfe AG (7. Klasse) zur freiwilligen Teilnahme angeboten.

## Auszeichnungen
- 2010: Bei der Qualitätsanalyse der Bezirksregierung NRW schnitt das SGS in 21 von 25 bewerteten Kategorien mit exzellent oder gut ab.[12]
- 2012: Sieger bei der ersten EUFH-School Challenge der Europäischen Fachhochschule.[13]
- 2014: Beim 10. VDE Technikpreis ging der 3. Platz an das Städtische Gymnasium Straelen für das Projekt Robotelligence.[14]
- 2017: Schulpreis der IHK-Initiative Schule-Wirtschaft für das Schülerteam des Städtischen Gymnasiums Straelen.[15]
- 2017: Förderpreis beim Geschichtswettbewerb des Bundespräsidenten 2016/17 der Körber-Stiftung für das Projekt Das Leben nach der Flucht – Wie der Evangelismus nach Straelen kam.[16]